# 타얍어
타얍어(Tayap, Taiap)는 파푸아뉴기니 동세픽주 매리언버그 루럴 지방자치체(Marienberg Rural LLG)에 위치한 가푼(Gapun) 마을에서 쓰이는 소멸위기의 언어이다. 마을의 이름을 따서 가푼어(Gapun)라고도 한다. 마을은 세픽강이 바다와 만나는 하구의 바로 남쪽에 위치해 있다. 국가 공용어이자 링구아 프랑카인 톡 피신에 대체되어 사라지고 있다.

## 역사
최초로 타얍어를 기록한 유럽인은 1937년 독일의 선교사 겸 언어학자 게오르크 횔트커(Georg Höltker)였다. 횔트커는 마을에서 3시간을 지내며 125개의 낱말로 된 단어 목록을 수집하여 1938년 출판했다. 그는 "이 작은 마을 공동체에서 가치있는 학문적 성과를 거둘 개연성이 적고 이 언어적 섬으로 이어지는 경로가 불편하고 험난하기 때문에 다른 연구자가 가푼어를 발견하기까지는 시간이 꽤 걸릴 것"이라고 썼다.
이 횔트커의 단어 목록은 1970년대 초까지 문헌상으로 타얍어에 대해 알려진 전부였다. 이 시기에 호주의 언어학자 도널드 레이콕(Donald Laycock)이 세픽강 하류를 여행하며 기초 어휘 목록을 수집하여 그곳에서 사용되는 많은 언어를 식별 및 분류할 수 있었고, 1980년대 중반부터 언어인류학자 돈 쿨리크(Don Kulick)가 타얍어와 그 화자 집단을 광범위하게 연구하였다. 2019년 출판된 Tayap Grammar and Dictionary: The Life and Death of a Papuan Language 와 A Death in the Rainforest: How a Language and a way of Life Came to an End in Papua New Guinea는 타얍어를 상세하게 다루고 있다.
제2차 세계 대전 당시 일본군이 이 지역을 점령하며 마을 사람들이 열대 우림으로 도망치기 전까지 가푼 마을은 수천 년 전에는 바다 위 섬이었던 언덕에 위치해 있었는데, 세픽강의 하류는 이 바다가 물러나며 형성된 것이다. 이는 타얍어가 수천 년 전 내륙에서 해안으로의 다양한 이주 물결이 시작되기 전에 이미 존재했던 고대 토착어의 후예일 수 있음을 시사한다. 또한 Foley(2018)는 타얍어가 세픽하류어족 화자가 도착하기 전 섬에서 사용되었던 더 큰 언어 계열의 일부였을 수 있다고 추측한다. 해안선이 북동쪽으로 더 이동함에 따라 세픽하류어 화자들은 산기슭에서 물이 물러나며 생긴 새로운 육지 지역으로 이주해 왔다.

## 참고 문헌
- Kulick, Don (2019). 《A Death in the Rainforest: How a Language and a Way of Life Came to an End in Papua New Guinea》 (영어). Chapel Hill, North Carolina: Algonquin Books of Chapel Hill. ISBN 978-1-61620-904-9.
- Kulick, Don; Terrill, Angela (2019). 《A Grammar and Dictionary of Tayap: The Life and Death of a Papuan Language》. Pacific Linguistics, Vol. 661 (영어). Boston: De Gruyter Mouton. ISBN 978-1-5015-1220-9.